# Asse attrezzato di Catania
L'asse attrezzato di Catania è una strada a doppia carreggiata con due corsie e corsia d'emergenza per ciascun senso di marcia. Essa collega l'autostrada A19 Palermo-Catania con il Corso Indipendenza, nelle immediate adiacenze del centro del capoluogo etneo.

## Storia
Il progetto di un asse attrezzato a Catania risale alla fine degli anni sessanta ed era incluso nel "Piano regolatore generale Piccinato" adottato nel 1969 con la funzione di asse di attraversamento urbano sud ovest-nord est della città. L'asse attrezzato, secondo l'originaria previsione del P.R.G. vigente, avrebbe consentito la penetrazione nella città del flusso veicolare proveniente dall'autostrada A19, la raccolta e lo smistamento veloce del traffico proveniente dai comuni a sud ovest della provincia e dalla periferia. Quattro svincoli erano previsti, alla zona industriale di Pantano d'Arci, in via Palermo, a Picanello - Rotolo e infine alla "Circonvallazione", con uno sviluppo complessivo di circa 15 km.
Le continue deroghe e i ritardi nell'esecuzione dei lavori portarono alla realizzazione di un tratto intermedio (quindi inutilizzabile) che rimase abbandonato. L'approntamento di un nuovo PRG negli anni novanta ridusse l'estensione dell'asse attrezzato alla sola strada di collegamento dell'autostrada A19 Palermo-Catania con i quartieri periferici di Catania. Una serie di problemi tecnici e burocratici ritardò ancora l'iter costruttivo; l'asse attrezzato venne aperto al traffico nel suo intero sviluppo soltanto il 31 luglio 2010, mentre un primo tratto, inferiore al chilometro, era stato inaugurato il 23 marzo 2010.
Per il completamento e l'apertura al traffico dell'infrastruttura è stato determinante un accordo di sponsorizzazione con l'intervento della società Auchan che gestisce un grosso centro commerciale, posto nei pressi della coda ovest dell'asse attrezzato; tale primo tratto, già realizzato ma non aperto, era stato danneggiato da una serie di atti vandalici che ne impedivano l'apertura al traffico. La suddetta società ha provveduto a riparare i danni ottenendo in cambio la possibilità di utilizzare spazi pubblicitari giovandosi anche del potenziale afflusso di clienti al centro commerciale.

## Descrizione
L'infrastruttura mette in comunicazione una vasta area periferica di Catania con il centro della città collegandolo con la tangenziale e le autostrade.
L'asse attrezzato si innesta direttamente sulla A19 Palermo-Catania subito dopo l'incrocio con la Tangenziale di Catania. Percorrendolo in direzione centro si incontra quasi immediatamente l'uscita Catania Zia Lisa, la quale a sua volta è collegata tramite una bretella con l'Asse dei servizi (per il porto e l'aeroporto).
Dopo aver attraversato i popolosi quartieri periferici di Librino, San Giorgio e Fossa Creta, l'asse attrezzato termina al Corso Indipendenza, nelle immediate adiacenze del centro storico.

### Tabella percorso
| ASSE ATTREZZATO DI CATANIA | |      |      |           |
| Tipo                       | Indicazione                                                                                              | ↓km↓ | ↑km↑ | Provincia |
|                            | Palermo-Catania                                                                                          | 0,0  | 4,5  | CT        |
|                            | Zia Lisa della Valle del Dittaino                                                                        | 0,5  | 4,0  | CT        |
|                            | Librino - Viale Castagnola - Viale Bummacaro (direzione Catania solo entrata, direzione A19 solo uscita) | 1,3  | 3,2  | CT        |
|                            | Librino - Porta della Bellezza                                                                           | 2,0  | 2,5  | CT        |
|                            | San Giorgio (direzione Catania solo uscita, direzione A19 solo entrata)                                  | 3,2  | 1,3  | CT        |
|                            | Catania Corso Indipendenza                                                                               | 4,5  | 0,0  | CT        |